# Bendougouba
Bendougouba is een gemeente (commune) in de regio Kayes in Mali. De gemeente telt 11.900 inwoners (2009).
De gemeente bestaat uit de volgende plaatsen:
- Bankoni
- Bendougouba
- Bendougouni
- Dialakoni
- Dialaya
- Kandiaoura
- Karaya Kofoulaben
- Karaya Kouroudjou
- Karaya Toumoumba
- Keniéba
- Kéniékola
- Kouroula
- Laminila
- Makoudji
- Sitantoumbou
- Sofèto
- Toumbougouni